# Акимов, Анатолий Андреевич
Анатолий Андреевич Акимов (17 апреля 1930, Хабаровск — 4 октября 2012, Червоноград, Львовская область) — советский деятель, новатор производства, почётный шахтёр Львовско-Волынского угольного бассейна, Герой Социалистического Труда (30.03.1971). Депутат Верховного Совета УССР 8-го созыва. Член ЦК Профсоюза угольщиков СССР.

## Биография
Родился в семье интеллигентов. Окончил семь классов школы, затем учился в школе фабрично-заводского обучения (ФЗО).
Трудовую деятельность начал в 1945 году, после обучения в ФЗО, на вольфрамово-молибденовом руднике Бурят-Монгольской АССР. Работал подносчиком буров, бурильщиком, взрывником, коногоном. В 1947—1950 г. — помощник крепёжника, крепильщик, выбойник на шахтах города Караганды Казахской ССР.
В 1950—1953 г. — служба на Тихоокеанском флоте Военно-морских сил СССР.
В 1953—1956 г. — забойщик, бригадир комсомольской бригады шахты № 30 «Рутченковская» Сталинской области УССР. В 1956 году по приказу Министра угольной промышленности СССР Засядько направлен, как представитель лучшей комсомольской бригады, на развитие Львовско-Волынского угольного бассейна в город Нововолынск.
В 1957—1959 г. — бригадир рабочих очистного забоя шахты № 2 «Великомостовская» Львовско-Волынского угольного бассейна. В 1959—1961 г. — бригадир рабочих очистного забоя шахты посёлка Замковка (города Брянки) Луганской области.
В 1961—1966 г. — бригадир рабочих очистного забоя шахты № 4 «Великомостовская» Львовско-Волынского угольного бассейна. Член КПСС с 1962 года.
В 1966—1989 г. — бригадир рабочих очистного забоя шахты № 8 «Великомостовская-Комсомольская» комбината «Укрзападуголь» Сокальского района Львовской области.
Указом Президиума Верховного Совета СССР от 30 марта 1971 года за выдающиеся успехи в выполнении заданий пятилетнего плана по развитию угольной и сланцевой промышленности и достижение высоких технико-экономических показателей Акимову Анатолию Андреевичу присвоено звание Героя Социалистического Труда с вручением ордена Ленина и золотой медали «Серп и Молот».
В 1972 году бригада Акимова установила мировой рекорд на малых пластах угля. С 21 сентября по 24 октября 1972 года, за 31 рабочий день, добывающая бригада выдала на-гора 67 тысяч тонн угля при среднесуточной нагрузке на лаву 2160 тонн. Производительность труда рабочего — 120,5 тонн на выход, месячная производительность шахтёра — 2860 тонн твёрдого топлива.
С 1989 года — на пенсии в городе Червонограде Львовской области.

## Награды
- Герой Социалистического Труда (30.03.1971)
- орден Ленина (30.03.1971)
- орден Октябрьской Революции
- грамота Президиума Верховного Совета Украинской ССР
- медаль «За трудовое отличие»
- медали
- знак «Шахтёрская слава» трёх степеней
- знак «Шахтёрская доблесть»
- заслуженный шахтёр Украинской ССР
- почётный шахтёр СССР